# Egon Eiermann
Egon Eiermann (29. září 1904, Potsdam-Babelsberg, Německo–20. června 1970, Baden-Baden, Západní Německo) byl německý architekt 2. poloviny 20. století.
Eiermann se narodil ve vesnici Neuendorf u Postupimi, která je dnes součástí městské části Babelsberg. Studoval na technické univerzitě v Berlíně. Po dokončení studií pracoval v stavebním oddělení společnosti Karstadt, poté také v kanceláři s Fritzem Jaeneckem. V roce 1947 začal pracovat při Univerzitě v Karlsruhe, kde se věnoval především vývoji nových ocelových skeletů.
Mezi jeho realizované projekty patřil např. západoněmecký pavilon na Světové výstavě Expo v Bruselu v roce 1958, západoněmecká ambasáda ve Washingtonu D.C., výšková budova západoněmeckého pavilonu v Bonnu, sídlo společnosti IBM ve Stuttgartu, nebo budova Olivetti v Frankfurtu nad Mohanem. Mezi jeho nejznámější projekty však patří přestavba kostela císaře Viléma v centru západního Berlína a dostavba v brutalistním stylu.